# 乾英里香
乾 英里香（いぬい えりか、1982年9月28日 - ）は、日本の演歌歌手である。

## 人物
- 【ニックネーム】 えりぽん
- 【性別】 女性
- 【現住所】 東京都
- 【誕生日】 09月28日
- 【血液型】 A型
- 【出身地】 高知県宿毛市
- 【職業】 歌手

小学生の時に歌に目覚め、地元のコンテストで優勝し、中学からは本格的に歌の勉強、演歌、ジャズ、ポップスそれぞれの師に学び、大学生の時から東京に出て作詞家の里村龍一に師事。2011年8月21日に「華よ咲け」「花散らしの雨」でウィングジャパンよりメジャーデビュー。

## 活動経歴
- 平成 6年 『キャラバンバン高知県決勝大会』 優勝。
- 平成 7年 『NHK BS歌謡塾あなたが一番　高知県大会』 優勝。
- 平成 9年 『全国演歌塾 青森大会』 総合グランプリ受賞。
- 平成12年 『全国演歌塾 群馬大会』 グランプリ部門 優勝。
- 平成12年 『カラオケfanオリジナルソング「一人静」コンテスト』 グランプリ受賞。
- 平成15年 『全国演歌塾 山形大会』 グランプリ部門 優勝。
- 平成17年 『社団法人 日本大衆音楽文化協会 Jaccom カラオケ日本一決定戦』 内閣総理大臣賞受賞。

他、数々の大会で優勝。カラオケで100点を連発し、いつしか「カラオケ満点クイーン」のキャッチコピーがついた。2013年、テレビ番組『森田一義アワー 笑っていいとも!』に出演し、「生放送1発勝負でカラオケで100点を出せるか？」の企画で100点を出す。

## ディスコグラフィ
- 『華よ咲け』 ウイングジャパン （2011年）